# Osmo
Osmo (llamada oficialmente San Miguel de Osmo) es una parroquia y un lugar del municipio español de Cenlle, en la provincia de Orense, Galicia.

## Organización territorial
La parroquia está formada por once entidades de población, constando tres de ellas en el nomenclátor del Instituto Nacional de Estadística español:
- Aquelcabo
- Balcón (O Balcón)
- Carreira (A Carreira)
- Casar (O Casar)
- Couso (O Couso)
- Osmo
- Piñeiro
- Rego de Abajo (Rego de Abaixo)
- Rego de Cima
- Rioboo (Riobó)
- Sobreira (A Sobreira)

## Demografía

### Parroquia
| Gráfica de evolución demográfica de Osmo (parroquia) entre 2000 y 2022 |
|                                                                        |
| Datos según el nomenclátor publicado por el INE.                       |

### Lugar
| Gráfica de evolución demográfica de Osmo (lugar) entre 2000 y 2022 |
|                                                                    |
| Datos según el nomenclátor publicado por el INE.                   |